# 呂号第二十五潜水艦
|          |                                                                          |
| 艦歴     |                                                                          |
| 計画     | 大正7年度計画                                                            |
| 起工     | 1920年2月19日                                                            |
| 進水     | 1920年7月17日                                                            |
| 就役     | 1921年10月25日                                                           |
| その後   | 1924年3月19日「龍田」と衝突沈没 1924年4月25日引揚げ再使用                |
| 除籍     | 1936年4月1日                                                             |
| 性能諸元 |                                                                          |
| 排水量   | 基準：740トン 常備：771.8トン 水中：996.8トン                            |
| 全長     | 70.1m                                                                    |
| 全幅     | 6.12m                                                                    |
| 吃水     | 3.70m                                                                    |
| 機関     | ズルツァー式2号ディーゼル2基 電動機、2軸 水上：2,600馬力 水中：1,200馬力 |
| 速力     | 水上：16.5kt 水中：8.5kt                                                 |
| 航続距離 | 水上：10ktで6,000海里 水中：4ktで85海里                                  |
| 燃料     | 重油：75トン                                                             |
| 乗員     | 46名                                                                     |
| 兵装     | 28口径8cm高角砲1門 45cm魚雷発射管 艦首4門、舷側2門 魚雷10本              |
| 備考     | 安全潜航深度：45.7m                                                      |

呂号第二十五潜水艦（ろごうだいにじゅうごせんすいかん）は、日本海軍の潜水艦。呂十六型潜水艦（海中3型）の10番艦。竣工時の艦名は第四十三潜水艦。

## 艦歴
1920年（大正9年）2月19日、佐世保海軍工廠で起工。同年7月17日進水。1921年（大正10年）10月25日竣工。竣工時の艦名は第四十三潜水艦、二等潜水艦に類別。
1924年（大正13年）3月19日、佐世保港外で訓練中に軽巡洋艦「龍田」と衝突し沈没、乗員全員が死亡した。同年4月25日に引き揚げて再就役。
1924年（大正13年）11月1日、呂号第二十五潜水艦に改称。1936年（昭和11年）4月1日に除籍。
呂十三型潜水艦より安全潜航深度が増大した他は大きな変更点はなかった。

## 歴代艦長
※艦長等は『日本海軍史』第9巻・第10巻の「将官履歴」及び『官報』に基づく。

### 艤装員長
- （心得）有本明 大尉：1920年7月26日[4] - 1921年1月31日[5]

### 艦長
- （心得）有本明 大尉：1921年1月31日[5] - 12月1日[6]
- 有本明 少佐：1921年12月1日[6] - 1922年6月10日[7]
- （心得）桑島新 大尉：1922年6月10日[7] - 1924年3月19日殉職
- 道野清 少佐：1925年12月1日[8] - 1927年3月1日[9]
- 大橋龍男 少佐：1927年3月1日 - 12月1日
- （兼）佐藤寅治郎 大尉：1927年12月1日 - 1927年12月5日
- 佐藤寅治郎 大尉：1927年12月5日 - 1929年11月1日
- 新野荒太郎 大尉：1929年11月1日[10] - 1931年10月12日[11]
- 長井武夫 大尉：1931年10月12日[11] - 1931年12月1日[12]
- 福地義一 大尉：1931年12月1日[12] - 1932年2月1日[13]
- 大野周 大尉：1932年2月1日[13] - 1932年12月1日[14]